# Jukasa Motor Speedway
O Jukasa Motor Speedway (antigo Cayuga Speedway) é um autódromo localizado em Cayuga, província de Ontário, no Canadá, o circuito é no formato oval com 0,625 milhas (1 km) de extensão, foi inaugurado em 1966 e possui um traçado de 3.125 km.